# Tomás Moreno
Moreno, właśc. Tomás Hernández Murillo (ur. 19 marca 1930 w Saragossie, zm. 2 stycznia 1982 tamże) – hiszpański piłkarz, grający w latach pięćdziesiątych XX wieku.
Przez większość okresu swojej kariery piłkarskiej spędził na grze w katalońskim klubie FC Barcelona, gdzie zdobył też tytuły dla drużyny. Wcześniej grał też w klubie UE Lleida i UD Las Palmas, a później w Realu Saragossa.
Wystąpił dwa razy w reprezentacji Hiszpanii, w roku 1953, na meczach z Argentyną i Chile.

## Tytuły
- 2 × 1. miejsce w lidze: 1951-1952, 1952-1953
- 3 Copa del Generalísimo: 1951, 1952, 1953